# Rolf Reiner Maria Borchard
Rolf Reiner Maria Borchard (* 1940 in Herford) ist ein deutscher Fotograf und Architekt.

## Leben und Wirken
Borchard studierte in Hannover Architektur und schloss sein Studium 1970 ab. Danach wurde er Lehrbeauftragter. Parallel hatte er erste Erfolge als Fotograf. 1976 wurden Fotos von ihm in Kiel und Hannover ausgestellt, später folgten weitere Ausstellungen sowie Buchveröffentlichungen.
1987 wurde Borchard als Professor für Gestaltungsgrundlagen im Fachbereich Industriedesign an die Muthesius Kunsthochschule Kiel berufen. Von 1996 bis 1999 war er dort auch Rektor. 2006 legte er die Lehrtätigkeit nieder. Als Professor war er auch für Fotografie und interdisziplinäre Projekte zuständig gewesen.
Von 2003 bis 2010 veröffentlichte er mit dem ehemaligen Marburger Geographieprofessor Ekkehard Buchhofer eine sechs Bände umfassende Reihe von Bildbänden über die Kieler Stadtteile.

## Veröffentlichungen
- 1987: Elysische Felder: Landschaftsgärten und ihre Bauten. Ernst und Sohn, Berlin, ISBN 3-433-02277-1
- 1989: Hannoverscher Klassizismus. Schlütersche Verlagsanstalt, Hannover, ISBN 3-87706-289-X
- 1992: Die Hamburger Elbgauchaussee. Ernst und Sohn, Berlin, ISBN 3-433-02366-2
- 1998: Riga. Edition Menges, Stuttgart, ISBN 3-930698-61-7
- 2001: Tradition und Aufbruch im Schweintinetal, Hrsg. von Gert Kaster, Husum, ISBN 3-89876-035-9
- 2003: Gärten in Suzhou. Edition Menges, Stuttgart, ISBN 3-932565-36-3
- 2003 bis 2010: Kieler Stadtteile (6 Bände). Borchard & Wegner, Kiel
- 2006: Rückblende. Borchard & Wegner, Kiel, ISBN 3-00-018113-X
- 2007: Sonwik, Flensburg Fotos von Borchard; Text von Manfred Sack, Opus 61. Stuttgart/London 2007, ISBN 978-3-932565-61-8